# Teretrius erythraeus
Teretrius erythraeus är en skalbaggsart som beskrevs av Lewis 1908. Teretrius erythraeus ingår i släktet Teretrius och familjen stumpbaggar. Inga underarter finns listade i Catalogue of Life.